# Prudhoe Bay

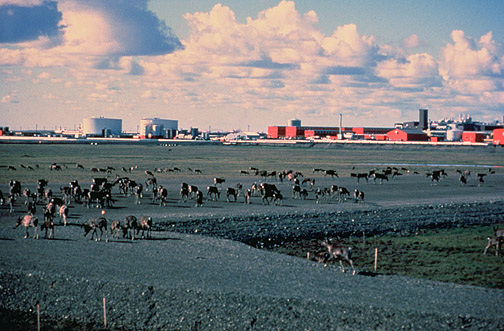
Vista de la base d'investigació de Prudhue Bay

Prudhoe Bay és una concentració de població designada pel cens, petita localitat ubicada al borough de North Slope, a l'estat d'Alaska (EUA). A partir del cens 2010, la població de la concentració de població designada pel cens era 2.174 persones. No obstant això, en un moment donat diversos milers de treballadors transitoris donen suport al camp petrolier Prudhoe Bay. L'aeroport, allotjament i magatzem de rams generals es troben a Deadhorse els equips i les instal·lacions de processament estan situades a les coixinets
 de grava dispersos establertes sobre de la tundra. És només durant l'hivern que la superfície és suficient per mantenir els equips pesats i nova construcció dur succeeix en aquest moment .
Prudhoe Bay és el terme nord no oficial de la Carretera Panamericana. La badia en si segueix estant a 10 quilòmetres més al nord més enllà d'un control de seguretat, perquè l'aigua oberta no és visible des de la carretera. Uns turistes, que arriben amb autobús després de dos dies de passeig per la carretera de Dalton de Fairbanks, venir a veure la tundra, l'Oceà Àrtic, i el sol de mitjanit, allotjant-se en un establiment assemblades a partir d'edificis modulars. Les visites s'han de concertar amb antelació (identificació amb foto requerida) per veure l'Oceà Àrtic i el mateix Bay.
Prudhoe Bay va ser anomenada en 1826 per l'explorador britànic Sir John Franklin després que el seu company capità Algernon Percy, Baron Prudhoe. Franklin va viatjar al llarg de la costa des de la desembocadura del riu Mackenzie gairebé a Point Barrow .

## Geografia
Prudhoe Bay es troba en les coordenades 70° 18′ 27″ N, 148° 43′ 52″ O. Segons l'Oficina del Cens dels Estats Units, La localitat té una superfície total de 1.442,86 km², de la qual 980,47 km² corresponen a terra ferma i (2,05%) 462,38 km² és aigua.

## Demografia
Segons el cens de l'any 2010, hi havia 2.174 persones residents a Prudhoe Bay. La densitat de població era d'1,51 hab./km². Dels 2.174 habitants, un 85,23% era de blancs, un 1,93% eren afroamericans, un 7,77% eren amerindis, un 1,61% eren asiàtics, un 0,14% eren illencs del Pacífic, un 1,43% eren d'altres races i un 1,89% pertanyien a dues o més races.